# Philippe Gasparini (skipper)
Pour les articles homonymes, voir Gasparini et Philippe Gasparini.
Philippe Gasparini, né le 23 janvier 1969 à Évian-les-Bains est un skipper français qui a notamment participé aux Jeux olympiques d'été de 2000.